# Genesis Energy
Genesis Energy est une entreprise de production énergétique de Nouvelle-Zélande. Genesis Energy est initialement une entreprise publique détenue par l'état néo-zélandais, qui annonce cependant la vente de 49 % de l'entreprise en mars 2014, pour environ 800 millions de dollars néo-zélandais, soit l'équivalent de 684,5 millions de dollars.